# بيت الحمري (العدين)

تعديل مصدري - تعديل

بيت الحمري محلة تابعة لقرية جرين اسفل، التابعة لعزلة خباز بمديرية العدين إحدى مديريات محافظة إب في الجمهورية اليمنية.، بلغ تعداد سكانها 93 حسب تعداد اليمن لعام 2004.